# Skaldik
Skaldik (auch Skaldendichtung oder skaldische Dichtung) ist ein moderner Begriff der Literaturwissenschaft, genauer der skandinavistischen Mediävistik, für die altnordische Dichtung der Skalden. Die Skaldik ist eine der Gattungen der altnordischen Literatur neben der eddischen Dichtung und der Sagaliteratur.

## Abgrenzung
Zur Skaldik gehören alle altisländischen und altnorwegischen Gedichte, die nicht in die Kategorien der eddischen Dichtung, Rímur oder Balladen (fornkvæði) passen. Im Gegensatz zu diesen anonym überlieferten Gedichtformen sind die Skalden üblicherweise namentlich bekannt; die meisten sind Norweger und Isländer und es sind auch einzelne weibliche Skalden bekannt.

## Geschichte und Überlieferung
Zeitlich reicht die Skaldik von der Mitte des 9. Jahrhunderts bis zum frühen 16. Jahrhundert. Vermutlich entwickelte sie sich im Westen oder Südwesten Norwegens. Die früheste skaldische Dichtung wurde mündlich überliefert, wobei die Alliterationen und Reime als mnemonische Unterstützung dienten. Als ältestes erhaltenes Skaldengedicht gilt die Ragnarsdrápa von Bragi Boddason. Die meisten früh- und hochmittelalterlichen Werke sind nur fragmentarisch erhalten, beispielsweise als eingeschobenes Zitat im prosatextlichen Umfeld der Sagas oder auch in Form einzelner Runeninschriften wie auf dem Runenstein von Rök mit einer kviðuháttr-Strophe. Einige Manuskripte überliefern Skaldenverse in entstellter Form, vermutlich weil sie nicht mehr verstanden wurden. Im Spätmittelalter wurde die klassische Skaldik durch eine Veränderung der Metrik hin zu den weniger strengen Rímur abgelöst, die auf Island ab dem 14. Jahrhundert und bis in das 20. Jahrhundert die bevorzugte lyrische Gattung wurden. Insgesamt sind etwa 16 000 Zeilen skaldischer Dichtung erhalten.

## Inhalt
Vorherrschend sind Preislieder (altisländisch mærð oder lof). Unterkategorien des Preisliedes sind vor den Erben vorgetragene Totengedichte (erfikvæði oder erfidrápa), aber auch Beschreibungen dekorierter Objekte, zum Beispiel Schildgedichte. Das Gegenteil zu Preisliedern bilden níðvísur, die gesetzlich verboten waren. In der ältesten Skaldik finden häufig mythologische Stoffe Verwendung und im Zuge der Christianisierung und monastischen Schreibkultur kamen christlich-geistliche Inhalte hinzu. Es gibt auch hagiographische Skaldendichtung über Jesus Christus, Maria und die Apostel. Herausragende Beispiele für poetologische Dichtung sind Háttatal und Háttalykill.

## Form
Formales Merkmal der Skaldik ist in der Regel der achtversige Aufbau einer Strophe zu zwei Hälften im Schema des Stabreims. Die Skaldik weist sich durch eine kunstvolle in höchste Formen des Anspruchs getriebene Dichtung aus, in Bezug auf die Verwendung einer Vielzahl unterschiedlicher Versmaße und besonders in der Entwicklung und Entfaltung der Stilmittel, wie zum Beispiel die Verwendung von Umschreibungen und Wortbildern (Kenningar, Heiti) und deren kunstvolle Einbindung in die metrischen Strukturen. Zur eindrücklichen Blüte führte die Dichtung in der entstehenden höfischen Kultur in Form des hochkomplexen und komplizierten Metrum des Dróttkvætt oder „Hoftons“. Eine einfachere Form sind die Lausavísur, die eine Art Gelegenheitsdichtung bilden.

## Editionen
Einen Großteil der erhaltenen Skaldik gab Finnur Jónsson in vier umfangreichen Bänden heraus. Aktuelle Editionen skaldischer Dichtung erscheinen in der Reihe Skaldic Poetry of the Scandinavian Middle Ages.
- Finnur Jónsson (Hrsg.): Den norsk-islandske skjaldedigtning. A 1. Kopenhagen 1912 (altnordisch, dänisch, PDF).
- Finnur Jónsson (Hrsg.): Den norsk-islandske skjaldedigtning. A 2. Kopenhagen 1915 (altnordisch, dänisch, PDF).
- Finnur Jónsson (Hrsg.): Den norsk-islandske skjaldedigtning. B 1. Kopenhagen 1912 (altnordisch, dänisch, PDF).
- Finnur Jónsson (Hrsg.): Den norsk-islandske skjaldedigtning. B 2. Kopenhagen 1915 (altnordisch, dänisch, PDF).